# قره‌زکی (بناب)
قره‌زکی یکی از روستاهای استان آذربایجان شرقی است که در دهستان بناجوی شمالی بخش مرکزی شهرستان بناب واقع شده‌است.این روستا ۱۰۰ نفر جمعیت دارد.